# Tipula (Lunatipula) snoqualmiensis
Tipula (Lunatipula) snoqualmiensis is een tweevleugelige uit de familie langpootmuggen (Tipulidae). De soort komt voor in het Nearctisch gebied.